# Astricon
Astricon — офіційна конференція користувачів та розробників Asterisk. Конференція проводиться починаючи з 2004, під час події проводяться зустрічі розробників, обговорення перспектив галузі, виставки та багато іншого. Головним організатором є компанія Digium, що розробляє Asterisk. Спонсорами виступають такі компанії як Aastra, Polycom, Linksys та інші.

## Місця проведення
| Рік  | Час           | Місце проведення   |
| ---- | ------------- | ------------------ |
| 2009 | 24-28 вересня | Глендейл (Аризона) |
| 2008 | 23-25 вересня | Глендейл (Аризона) |
| 2007 | 24-28 вересня | Фінікс             |
| 2006 | 24-27 жовтня  | Даллас             |
| 2006 | 26-27 червня  | Лондон             |
| 2006 | 22-23 червня  | Париж              |
| 2006 | 19-20 червня  | Берлін             |
| 2005 | 12-14 жовтня  | Анахайм            |
| 2005 | 15-17 червня  | Мадрид             |
| 2004 | 22-24 вересня | Атланта            |